# العلاقات الصومالية الإيرانية
العلاقات الصومالية الإيرانية هي العلاقات الثنائية التي تجمع بين الصومال وإيران.

## مقارنة بين البلدين
هذه مقارنة عامة ومرجعية للدولتين:
| وجه المقارنة                                              | الصومال                        | إيران                    |
| --------------------------------------------------------- | ------------------------------ | ------------------------ |
| المساحة (كم2)                                             | 637.66 ألف                     | 1.65 مليون               |
| عدد السكان (نسمة)                                         | 14.74 مليون                    | 79.97 مليون              |
| الكثافة السكانية (ن./كم²)                                 | 23.12                          | 48.47                    |
| العاصمة                                                   | مقديشو                         | طهران                    |
| اللغة الرسمية                                             | اللغة الصومالية، اللغة العربية | لغة فارسية               |
| العملة                                                    | شلن صومالي                     | ريال إيراني              |
| الناتج المحلي الإجمالي (بليون دولار)                      | 7.37 مليار                     | 439.51 مليار             |
| الناتج المحلي الإجمالي (تعادل القوة الشرائية) بليون دولار |                                | 1.36 تريليون             |
| الناتج المحلي الإجمالي الاسمي للفرد دولار أمريكي          | 549                            |                          |
| الناتج المحلي الإجمالي للفرد دولار أمريكي                 |                                |                          |
| مؤشر التنمية البشرية                                      |                                | 0.766                    |
| رمز المكالمات الدولي                                      | +252                           | +98                      |
| رمز الإنترنت                                              | .so                            | .ir،                     |
| المنطقة الزمنية                                           | ت ع م+03:00                    | ت ع م+03:30، توقيت إيران |

## منظمات دولية مشتركة
يشترك البلدان في عضوية مجموعة من المنظمات الدولية، منها:
| علم المنظمة | اسم المنظمة                   | تاريخ انضمام الصومال | تاريخ انضمام إيران |
| ----------- | ----------------------------- | -------------------- | ------------------ |
|             | مؤسسة التنمية الدولية         | 31 أغسطس 1962        | 10 أكتوبر 1960     |
|             | يونسكو                        | 15 نوفمبر 1960       | 6 سبتمبر 1948      |
|             | الأمم المتحدة                 | 20 سبتمبر 1960       | 24 أكتوبر 1945     |
|             | الفريق المعني برصد الأرض      | ?                    | ?                  |
|             | الاتحاد البريدي العالمي       | ?                    | ?                  |
|             | البنك الدولي للإنشاء والتعمير | 31 أغسطس 1962        | 29 ديسمبر 1945     |
|             | منظمة التعاون الإسلامي        | ?                    | ?                  |
|             | منظمة حظر الأسلحة الكيميائية  | ?                    | ?                  |
|             | مؤسسة التمويل الدولية         | 31 أغسطس 1962        | 28 ديسمبر 1956     |
|             | منظمة الشرطة الجنائية الدولية | ?                    | ?                  |

## وصلات خارجية
- موقع وزارة الخارجية الصومالية
- موقع وزارة الخارجية الإيرانية